# Artystone trysibia
Artystone trysibia là một loài chân đều trong họ Cymothoidae. Loài này được Schioedte miêu tả khoa học năm 1866.

## Hình ảnh

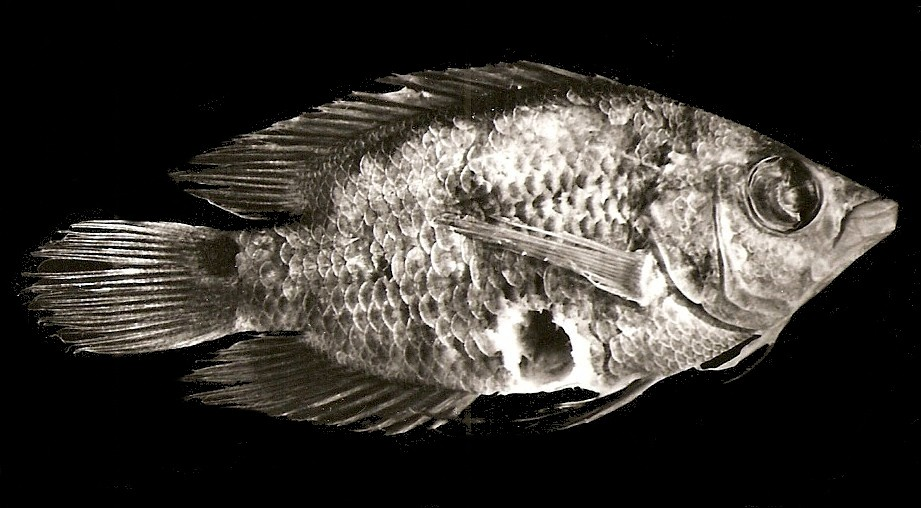
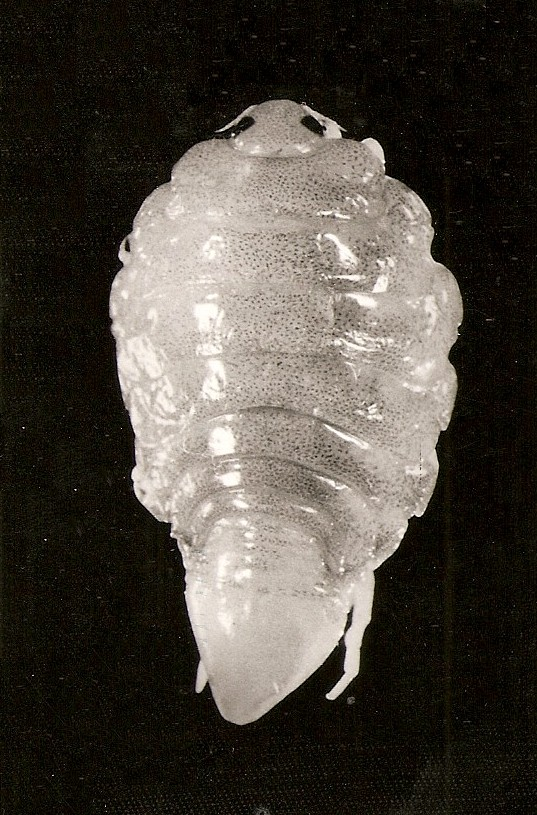
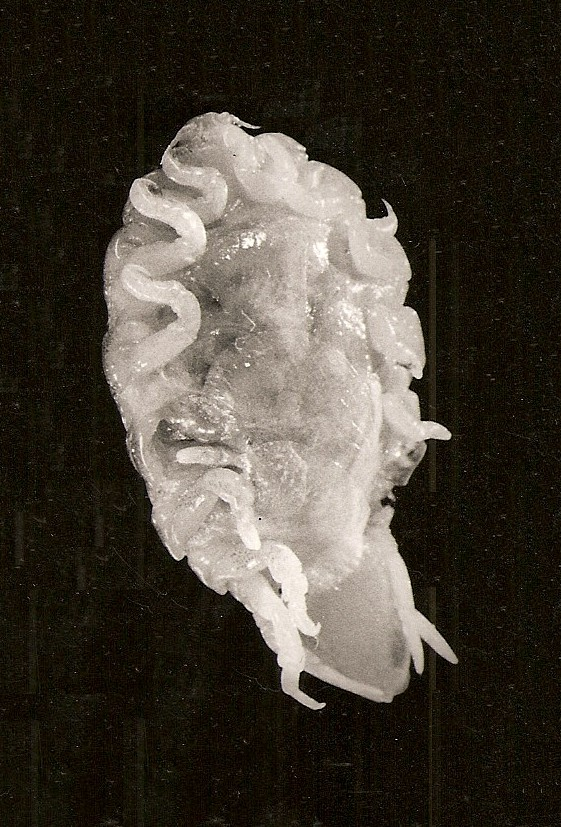